# Telinga
Le royaume de Telinga est un ancien royaume indien. Il correspond aujourd'hui au Télangana, c'est-à-dire la portion de l'Andhra Pradesh où l'on parle le télougou.
Dans la littérature épique, il est situé au sud de Kalinga et au nord du royaume d'Andhra. C'était l'un des anciens royaumes du sud de l'Inde et le lieu d'origine de la langue télougou. Il est situé dans la partie septentrionale de l'Andhra Pradesh.
Il y a seulement une référence spéculative à Télinga dans le récit épique Mahābhārata : durant la campagne militaire du général Pandava nommé Sahadeva, le royaume est mentionné comme vainquant les Talavanas, dans une zone entre Andhras et Kalingas. Le héros soumet les tribus de Paundrayas (Pandya ?) et de Dravida, l'ancien royaume de Kérala, Andhras et Talavanas (Telingas ?), Kalingas, Ushtrakarnikas, ainsi que les villes d'Atavi et Yavanas.